# 부대부인
부대부인(府大夫人)은 조선 시대 외명부 봉작의 하나이다. 다만 《경국대전》에서부터 《대전회통》에 이르기까지 법제집에 공식적으로 정의되어 있지 않은 작위이다. 조선 초기의 운영 실상은 정확하게 확인하기 어려우나 왕자 부인이나 왕비 모 등이 이 봉작을 사용한 예가 확인된다. 연산군 때에는 월산대군의 처 승평부부인 박씨를 부부인에서 부대부인으로 올려 준 기록도 있다. 조선 후기가 되면 대원군(大院君)의 부인을 가리키는 말로서 임금의 사가 모친에게 주는 칭호로 굳어지게 된다.
조선 임금의 친어머니 자격으로 부대부인(府大夫人)으로 봉작된 3명은 완양부대부인 최씨, 용성부대부인 염씨, 여흥부대부인 민씨이다. 이외, 선조의 사친인 하동부부인 정씨는 부대부인이 아닌 부부인의 작위를 받았으나 철종 때 부대부인이 임금의 사가 모친의 호칭으로 정의된 후로 후세에 의해 하동부대부인으로도 불리고 있으며, 아들인 인조의 즉위 후에 선조 때의 전례를 따라 연주부부인으로 봉해졌던 구씨는 사후 인헌왕후로 추존되었다.
후궁으로 임금의 모친이 된 분들의 신주를 모신 신궁이 칠궁(七宮)이라면 임금의 사친으로 부대부인이 된 이들의 신주를 모신 신궁은 임금의 잠저와 사손(嗣孫)의 사저에 대원군과 함께 모셔져 있었다.

## 부대부인 신궁
- 덕흥궁(德興宮) - 하동부부인 정씨, 제14대 선조의 잠저인 도정궁(都正宮) 내에 있었다.
- 전계궁(全溪宮) - 완양부대부인 최씨, 용성부대부인 염씨, 사손의 사저인 누동궁(樓洞宮) 내에 있었다.

## 대원비 신궁
- 흥선궁(興宣宮) - 여흥부대부인 민씨(여흥순목대원비), 제26대 고종의 잠저인 운현궁(雲峴宮) 내에 있었다.